# 668 TCN
668 TCN là một năm trong lịch La Mã.